# Bhotasipa
Bhotasipa – gaun wikas samiti w środkowej części Nepalu  w strefie Bagmati w dystrykcie Sindhupalchowk. Według nepalskiego spisu powszechnego z 2001 roku liczył on 879 gospodarstw domowych i 4951 mieszkańców (2519 kobiet i 2432 mężczyzn).